# Juliet Cuthbert
Juliet Cuthbert (Saint Thomas, 9 de abril de 1964) é uma antiga atleta jamaicana especialista em corridas de sprint (100 e 200 metros). Nestas duas provas foi vice-campeã olímpica nos Jogos de Barcelona em 1992.
Cuthbert frequentou o liceu da sua cidade natal, antes de rumar para os Estados Unidos, onde completou os seus estudos na Universidade do Texas em Austin.
A sua única grande vitória internacional, foi integrada na equipa jamaicana que disputou a final da estafeta 4 x 100 metros nos Campeonatos Mundiais de 1991, em Tóquio. No ano seguinte, depois de alcançar a medalha de prata nas provas de 100 e 200 metros (atrás de Gail Devers e Gwen Torrence respectivamente), correu o segundo percurso dos 4 x 100 metros. Quando estava bem posicionada para ganhar uma nova medalha, uma lesão muscular obrigou-a a desistir, inviabilizando a classificação da sua equipa.
Quatro anos depois, porém, nas Olimpíadas de Atlanta, conseguiu alcançar aquele desiderato, ajudando a equipa jamaicana a obter a medalha de bronze.